# Sandemania
Sandemania là chi thực vật có hoa trong họ Mua.

## Hình ảnh

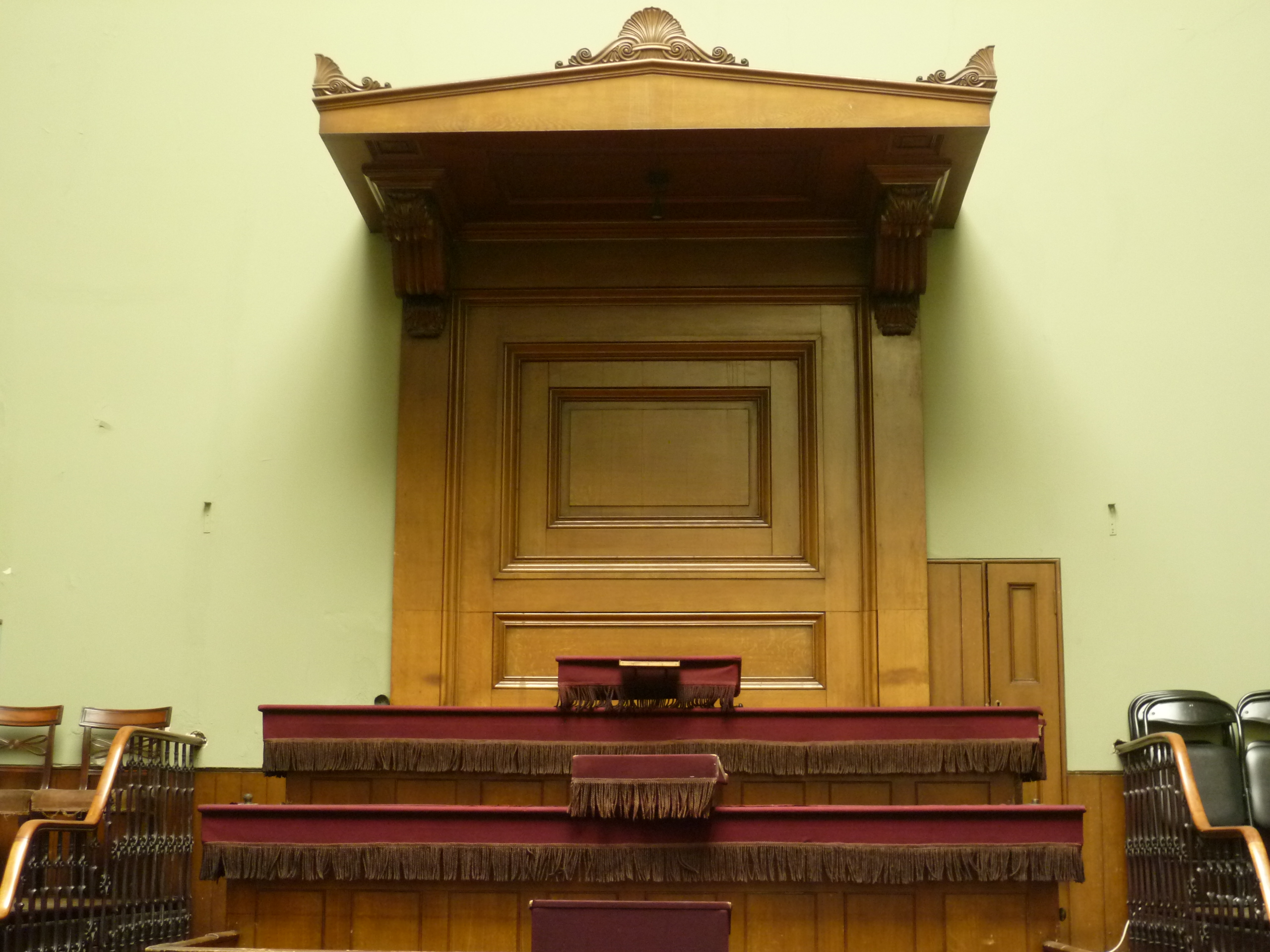
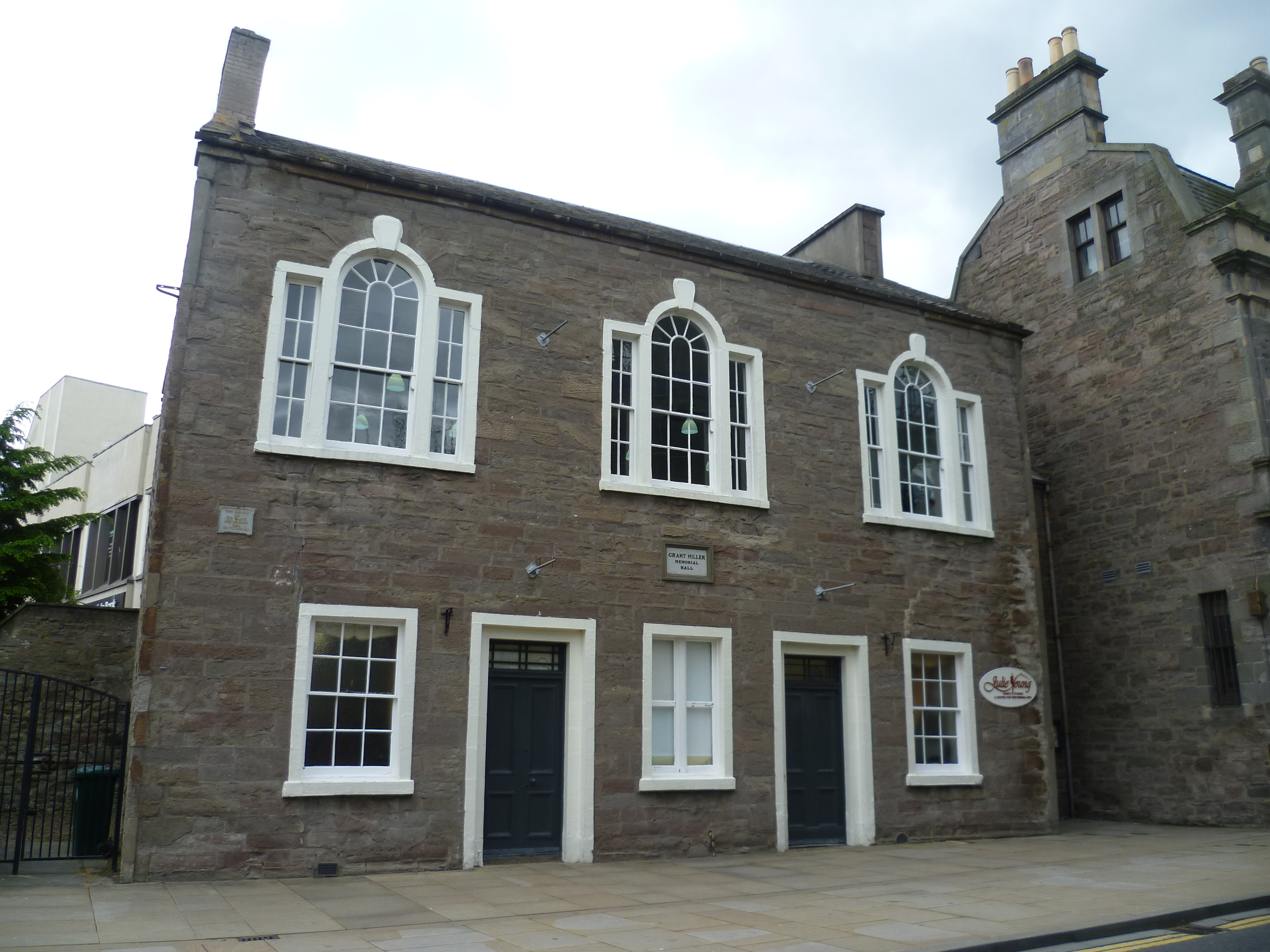
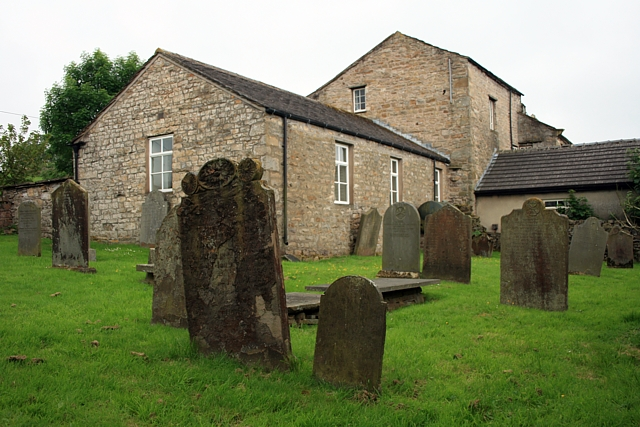